# William Masters et Virginia Johnson
« Virginia E. Johnson (sexologue) » redirige ici. Pour les autres significations, voir Virginia Johnson.
William Howell Masters, né le 27 décembre 1915 et mort le 16 février 2001, et Virginia Eshelman Johnson, née le 11 février 1925 et morte le 24 juillet 2013 sont des sexologues américains. Ils sont pionniers en matière de sexualité humaine ainsi que pour le diagnostic et le traitement des troubles et dysfonctionnements sexuels de 1957 aux années 1990.
Les travaux de Masters et Johnson ont commencé au département d'obstétrique et de gynécologie de l'université Washington de Saint-Louis dans le Missouri, et se sont poursuivis à l'institut de recherche indépendante à but non lucratif qu'ils ont fondé dans la même ville en 1964, à l'origine appelé Reproductive Biology Research Foundation et renommé ensuite Masters and Johnson Institute en 1978.
Dans la phase initiale de leurs études, de 1957 à 1965, ils ont enregistré certaines des premières données de laboratoire sur l'anatomie et la physiologie de la réponse sexuelle humaine basées sur l'observation directe de 382 femmes et 312 hommes dans ce qu'ils estiment prudemment être « 10 000 cycles complets de réponse sexuelle ». Leurs résultats, en particulier sur la nature de l'excitation sexuelle de la femme (en décrivant par exemple les mécanismes de lubrification vaginale et démystifiant la notion largement répandue que la lubrification vaginale provenait du col de l'utérus) et l'orgasme.
Ils ont écrit conjointement deux ouvrages classiques dans le domaine, Human Sexual Response et Human Sexual Inadequacy, publiés respectivement en 1966 et 1970. Ces deux livres sont des best-sellers et ont été traduits dans plus de trente langues.

## Biographies

### William Masters
William Masters était gynécologue. Avant ses travaux sur la sexualité humaine, il s'est illustré dans la gynécologie « académique », en décrivant en particulier le syndrome de Master et Allen, avec un confrère. Il commence ses recherches en sexologie en 1957.

### Virginia Johnson
Virginia E. Johnson est née Mary Virginia Eshelman le (11 février 1925 et morte le 24 juillet 2013).
Elle naît à Springfield, dans le Missouri. Elle est la fille de Edna (née Evans) et Hershel "Harry" Eshelman, un agriculteur. Ses grands-parents paternels étaient des membres de l'Église de Jésus-Christ des saints des derniers jours. Les ancêtres de son père venaient de la région de Hesse. À cinq ans, sa famille s'installe à Palo Alto, en Californie, où son père travaille comme paysagiste dans un hôpital. La famille retourne ensuite dans le Missouri et à l'agriculture. Johnson intègre Drury College dans sa ville natale à l'âge de 16 ans, mais abandonne ses études et passe quatre ans à travailler au bureau des assurances de l'État du Missouri. Elle retourne par la suite à l'école et étudie à l'université du Missouri à Columbia et au Conservatoire de Musique de Kansas City. Au cours de la Seconde Guerre mondiale, elle commence une carrière musicale en tant que chanteuse dans un groupe. Elle chante de la musique country pour la station de radio KWTO à Springfield, où elle adopte le nom de scène "Virginia Gibson".
Johnson déménage à Saint-Louis, dans le Missouri, où elle devient rédactrice économique pour le quotidien St. Louis Daily Record. Délaissant sa carrière de chanteuse, Johnson s'inscrit à l'université Washington de Saint-Louis, dans l'intention d'obtenir un diplôme en sociologie, sans jamais y parvenir.
Au début de la vingtaine, Johnson avait épousé un politicien du Missouri ; le mariage dura deux jours. Elle épouse ensuite un procureur beaucoup plus âgé, dont elle divorce également. En 1950, Johnson se marie au musicien George Johnson, avec qui elle a un garçon et une fille, avant de divorcer en 1956,. En 1971, Johnson épouse William Masters, après qu'il a divorcé de sa première épouse. Ils divorcent en 1993, mais ils continuent à collaborer professionnellement.
Johnson est décédée en juillet 2013 « de complications dues à plusieurs maladies, ».

## Travaux de recherche
Johnson rencontre William H. Masters en 1957, quand il l'embauche comme assistante de recherche au Département d'Obstétrique et de Gynécologie de l'Université de Washington à Saint Louis. Masters la forme à la terminologie médicale, à la thérapie et à la recherche .
Ensemble, ils mènent des recherches d'avant-garde sur la nature de la réponse sexuelle humaine, le diagnostic et le traitement des dysfonctionnements et troubles sexuels de 1957 jusqu'aux années 1990.
Après une phase de recherches cliniques, Masters et Johnson ouvrent une clinique pour traiter les troubles sexuels de couples, et sont les premiers à proposer une sexothérapie. Leurs principes thérapeutiques sont d'ordre cognitivo-comportementalistes. Ils recommandent que les thérapeutes soient deux, un homme et une femme, pour traiter les couples qui consultent. Un des points phares de leurs principes de sexothérapie est le sensate focus : retrouver le plaisir du toucher sensuel dans le couple, d'abord de façon non sexuelle.
Ils élaborent des instruments similaires au polygraphe visant à mesurer l'excitation sexuelle chez l'humain. Avec ces outils, Masters et Johnson observent et mesurent environ 700 hommes et femmes ayant accepté de participer à des activités sexuelles avec d'autres participants ou de se masturber dans leur laboratoire . Par l'observation de ces sujets, Johnson aide Masters à identifier les quatre phases de la réponse sexuelle. Ces quatre phases sont désormais connues comme le cycle de réponse sexuelle humaine. Le cycle se compose de la phase d'excitation, de la phase de plateau, de la phase orgasmique et de la phase de résolution. En 1964, Masters et Johnson établissent leur propre institution de recherche indépendante à but non lucratif à Saint-Louis, appelée Fondation de Recherche en Biologie Reproductive. Le centre a été rebaptisé Institut Masters et Johnson en 1978.
Avant les travaux du couple, l'étude de la sexualité humaine (sexologie) avait été un domaine d'étude largement négligé en raison des conventions sociales restrictives de l'époque, avec la prostitution comme exception notable[réf. nécessaire].

### Héritage des travaux d'Alfred Kinsey
Alfred Kinsey et ses collègues de l'Université de l'Indiana avaient déjà publié deux volumes sur le comportement sexuel chez l'homme et la femme (connus sous le nom de rapports Kinsey), respectivement en 1948 et 1953, tous deux révolutionnaires et controversés à l'époque. À son apogée, le maccarthysme des années 1950 et 1960 tendait à imposer une morale victorienne selon laquelle le sexe était acceptable uniquement s'il avait un but procréatif, et créait une atmosphère culturelle et politique défavorable aux études scientifiques de la sexualité humaine. La légitimité de Masters en tant que gynécologue établi permet au fil du temps, et malgré les obstacles liés aux préjugés moraux de l'Amérique des années 1960, de recruter 382 femmes et 312 hommes dont la grande majorité des participants vivaient maritalement, avec un niveau d'éducation supérieur.
Dans le sillage de Kinsey, William Masters et Virginia Johnson initièrent à leur tour une étude à grande échelle sur le comportement sexuel. Les travaux de Masters et Johnson coïncident avec la révolution sexuelle des années 1960. L'approche comportementale de Kinsey servit de fondation à l'étude de Masters et Johnson, qui approfondissent les aspects biologiques et physiologiques de l'activité sexuelle dans leur étude de la réponse sexuelle humaine. Ils furent pionniers en matière de sexologie et de sexothérapie.
Kinsey avait principalement enquêté sur la fréquence à laquelle certains comportements se produisaient dans la population, ses travaux étaient basés sur des entretiens personnels et non sur des observations en laboratoire. Masters et Johnson se sont orientés vers l'étude de la structure, la psychologie du comportement sexuel, en observant, en mesurant et étudiant de façon scientifique les effets physiologiques de la masturbation et des rapports sexuels en laboratoire. En plus d'enregistrer certaines des premières données physiologiques du corps humain et des organes sexuels pendant l'excitation sexuelle, ils ont également formulé leurs découvertes et leurs conclusions dans un langage qui présentait le sexe comme une activité saine et naturelle, qui pouvait être appréciée comme source de plaisir et d'intimité.

### Modèle de la réponse sexuelle humaine en 4 étapes
Masters et Johnson ont analysé en détail la réponse sexuelle tant féminine que masculine ; ils ont décrit les quatre phases constituant le « cycle sexuel » :
- phase d'excitation ;
- phase en plateau ;
- orgasme ;
- résolution.

Leur modèle ne fait pas la distinction entre les catégories d'orgasme vaginal et d'orgasme clitoridien envisagées par Sigmund Freud : leurs études concluent que les réponses physiologiques observées sont identiques quelle que soit la stimulation.
Les résultats de Masters et Johnson ont également révélé que les hommes subissent une période réfractaire après l'orgasme au cours de laquelle ils ne sont plus en mesure d'éjaculer, alors qu'il n'y a pas de période réfractaire chez les femmes, expliquant la capacité des femmes à obtenir des orgasmes multiples. Ils ont également été les premiers à décrire le phénomène des contractions rythmiques de l'orgasme chez les deux sexes se produisant initialement à 0,8 seconde d'intervalle, puis ralentissant progressivement à la fois en vitesse et en intensité.

#### Réponse sexuelle chez la personne vieillissante
Masters et Johnson ont été les premiers à mener des recherches sur la réactivité sexuelle des personnes âgées, constatant qu'étant donné un état de santé raisonnablement bon et la disponibilité d'un partenaire intéressé et intéressant, il n'y avait pas d'âge absolu auquel les capacités sexuelles disparaissaient. Bien qu'ils aient noté qu'il y avait des changements spécifiques dans les schémas des réponses sexuelles masculines et féminines avec le vieillissement (par exemple, il faut plus de temps aux hommes plus âgés pour se réveiller, ils nécessitent généralement une stimulation génitale plus directe, la vitesse et la quantité de lubrification vaginale ont également tendance à diminuer avec l'âge). Ils ont noté que de nombreux hommes et femmes plus âgés sont parfaitement capables d'excitation et d'orgasme jusque dans la soixantaine et au-delà.

### Dysfonction sexuelle, thérapies
Leurs recherches sur l'anatomie et la physiologie de la réponse sexuelle ont été un tremplin pour développer une approche clinique du traitement des problèmes sexuels d'une manière révolutionnaire. Avant 1970, lorsqu'ils ont présenté leur programme de traitement au monde pour la première fois, les dysfonctionnements sexuels tels que l'éjaculation précoce, l'impuissance, le vaginisme et la frigidité féminine avaient généralement été traités par une psychothérapie ou une psychanalyse à long terme (pluriannuelles) avec des faibles taux de réussite. 
Masters et Johnson ont révolutionné les choses en concevant une forme de psychothérapie de traitement rapide (2 semaines) impliquant toujours un couple, plutôt qu'un simple individu, travaillant avec une équipe de thérapeutes hommes-femmes qui a abouti à un taux de réussite de plus de 80%. 

### Spectatorisme
Ils sont aussi à l'origine de quelques termes, par exemple spectatoring, qui désigne le fait pour une personne, lors d'une activité sexuelle, de se focaliser sur elle-même tout en entretenant un monologue intérieur critique sur sa propre performance ou ses attributs physiques, et ce au détriment de ses sensations.

#### Thérapie de conversion
En avril 2009, Thomas Maier signale dans Scientific American que Johnson avait de sérieuses réserves sur le programme de l'Institut Masters et Johnson consacré à la conversion des homosexuels en hétérosexuels, un programme qui a fonctionné de 1968 à 1977.

## Dans la culture populaire
Le réseau câblé américain Showtime a démarré Masters of Sex, une série dramatique télévisée basée sur sa biographie, le 29 septembre 2013. L'actrice Lizzy Caplan y joue Johnson et l’acteur britannique Michael Sheen joue Masters.